# 친일파 708인 명단 - 애국자 살상자
친일파 708인 명단 - 애국자 살상자는 2002년 민족정기를 세우는 국회의원모임에서 발표한 친일파 708인 명단 가운데 애국자 살상자 22명의 명단이다. 유형이 중복되는 경우에는 이름 옆에 해당 유형을 부기했다.

## 〈애국자 살상자〉목록
- 김극일 (金極一) - 경시
- 김대형 (金大亨)
- 김덕기 (金悳基) - 도 참여관, 조선총독부 사무관, 경시
- 김성범 (金成範)
- 김영호 (金永浩)
- 김우영 (金宇泳)
- 김태석 (金泰錫) - 도 참여관, 중추원, 조선총독부 사무관, 경시
- 노기주 (魯璣柱) - 경시
- 노덕술 (盧德述) - 경시
- 도헌 (都憲)
- 문용호 (文龍鎬)
- 박종옥 (朴鍾玉)
- 서영출 (徐永出)
- 양병일 (楊秉一) - 밀정
- 이성근 (李聖根) - 도지사, 도 참여관, 조선총독부 사무관, 경시, 기타
- 이성엽 (李成燁)
- 이원보 (李源甫) - 도지사, 도 참여관, 중추원, 조선총독부 사무관, 경시
- 정성식 (鄭成植)
- 최석현 (崔錫鉉) - 경시
- 최연 (崔燕) - 경시
- 하판락 (河判洛)
- 허지 (許智)

## 같이 보기
- 민족문제연구소의 친일인명사전 수록예정자 명단 - 경찰
- 대한민국 정부 발표 친일반민족행위자 명단 - 통치 기구